# Estadio de la Cerámica
Estadio de la Cerámica, do 2017 r. Estadio El Madrigal – stadion piłkarski w Vila-real (prowincja Castellón, region Walencja), stanowiący własność miasta, na którym domowe mecze rozgrywa Villarreal CF. Po kilku rozbudowach, aktualna pojemność trybun wynosi 24 890 miejsc.
Klub Villarreal CF założono w tym samym roku, w którym wybudowano stadion, więc od początku istnienia rozgrywa na nim swoje spotkania. Obiekt usytuowany jest 5 kilometrów od wybrzeża Morza Śródziemnego, na wysokości 50 metrów n.p.m. Drużyna Villarreal CF występuje zwykle w jednolicie żółtych strojach przez co nosi przydomek El Submarino Amarillo (Żółta Łódź Podwodna). Obok stadionu de la Cerámica stoi pomnik przedstawiający właśnie żółtą łódź podwodną.

## Historia

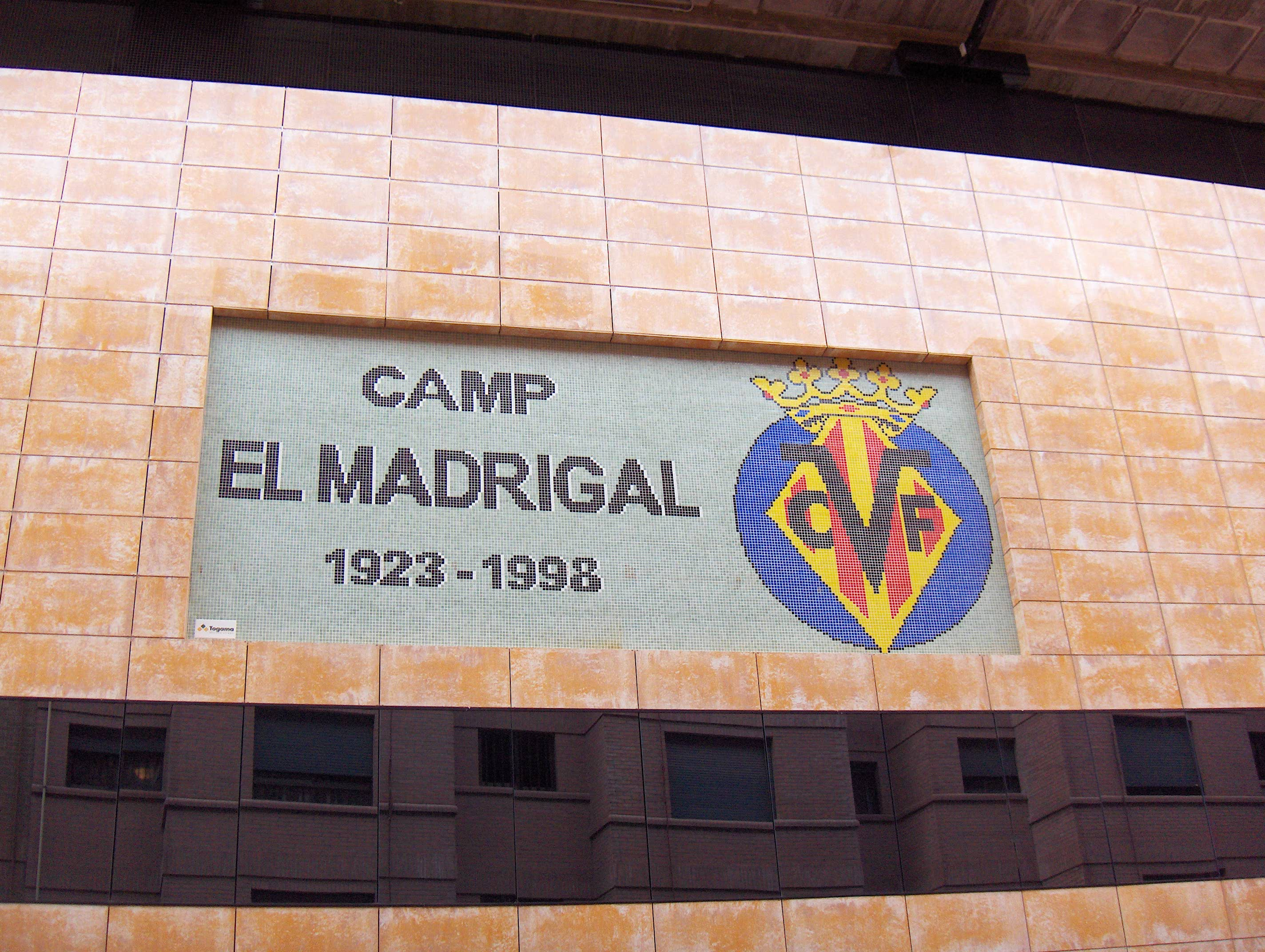
Tablica wbudowana z okazji 75-lecia stadionu.

17 czerwca 1923 zainaugurowano stadion nazywający się wtedy Campo del Villarreal (pol. Boisko Villarreal). W pierwszym meczu zmierzyły się dwie drużyny z prowincji Castellón – CD Castellón i Deportivo Cervantes. Nazwa El Madrigal obowiązywała w latach 1925–2017 i pochodziła od miejskich terenów o tej samej nazwie, na których leży obiekt.
Pierwsza przebudowa miała miejsce w 1952 r., obejmując m.in. powiększenie boiska z wymiarów 95 × 65 metrów na 105 × 65 metrów (były to wymiary boiska Stadionu Olimpijskiego w Helsinkach, na którym rozgrywano mecze w ramach Igrzysk Olimpijskich 1952, a które zaadaptowało wiele stadionów na świecie).
W latach 60. zbudowano fragment dachu, a w latach 1971–1972 oddano do trybunę południową. Zostały one jednak wyburzone w 1988 r. w celu zbudowania nowej, którą otwarto 8 marca 1989 podczas towarzyskiego meczu z Atlético Madryt.
Z okazji 75. rocznicy inauguracji stadionu (czyli w 1998 r.) klub rozpoczął kolejną przebudowę. Południowa trybuna została po raz kolejny zburzona, a w jej miejscu stanęła nowa, częściowo kryta, z lożami VIP; zmieniono także koronę trybuny północnej. Prace zakończono w sezonie 1999/00.
Oświetlenie uruchomiono po raz pierwszy podczas meczu Tercera División, pomiędzy Villarreal CF i SE Eivissa-Ibiza. Właściciel – miasto – sfinansowało budowę masztów oświetleniowych umieszczonych w narożnikach stadionu.
Szatnie kilkakrotnie przesuwano. Do 1936 r. znajdowały się w południowo-wschodniej części stadionu; do 1989 r. w północno-wschodniej, później w południowo-zachodniej, a po ostatniej przebudowie – pod trybuną główną.

## Casals Grocs (loże)
Obiekt posiada 30 Casals Grocs, klimatyzowanych lóż, wyposażonych w telewizory do oglądania powtórek, wygodne fotele, a nawet trzy windy pozwalające na swobodny dostęp do swoich miejsc. Podczas meczów widzom w lożach oferowany jest catering. Spośród 30 Casals Grocs pięć mieści dwadzieścia osób, dwadzieścia trzy mają po szesnaście miejsc, a pozostałe dwie mieszczą po dwunastu kibiców.

## Zmiany wprowadzone w związku z występami w Lidze Mistrzów
Żeby spełnić wymogi Ligi Mistrzów stadion przeszedł rozbudowę w 2005 r. Ze względów estetycznych krzesełka zostały obleczone żółtym, nawiązującym do barw klubu, materiałem; odnowiono szatnie tworząc biuro dla trenerów, sale do fizjoterapii, łazienki i prysznice. Stworzono także biura dla delegatów technicznych UEFA, salę kontroli antydopingowych i powiększono pomieszczenie przeznaczone na konferencje prasowe. Ogrodzenie oddzielające boisko od trybun podwyższono do poziomu jednego metra, przebudowano wejścia dla kibiców i zbudowano dwie restauracje.